# ژان سن-فورت پیار
ژان سن-فورت پیار (انگلیسی: Jean Saint-Fort Paillard; ۴ اوت ۱۹۱۳ – ۱۶ ژانویهٔ ۱۹۹۰) سوارکار اهل فرانسه بود.